# Cyfrowy obywatel
Cyfrowy obywatel (także: obywatel cyfrowy) – osoba, która posiada umiejętności i wiedzę umożliwiające odpowiedzialne, etyczne i skuteczne korzystanie z technologii cyfrowych oraz aktywne uczestnictwo w życiu społecznym, kulturalnym i politycznym w przestrzeni internetowej.

## Definicja
Obywatelstwo cyfrowe to odpowiedzialne i pełne szacunku korzystanie z technologii w celu uczestniczenia w życiu online, znajdowania wiarygodnych źródeł oraz ochrony i promowania praw człowieka. Uczy umiejętności komunikowania się, współpracy i pozytywnego działania na dowolnej platformie internetowej. Uczy również empatii, ochrony prywatności i środków bezpieczeństwa zapobiegających naruszeniom danych i kradzieży tożsamości. Według innych źródeł obywatelstwo cyfrowe to związek łączący użytkowników i twórców świata cyfrowego oraz wynikająca z niego postawa świadomego i odpowiedzialnego tworzenia i używania nowych technologii z korzyścią dla siebie i społeczeństwa.

## Rodzaje uczestnictwa cyfrowego
Osoby określające siebie jako obywateli cyfrowych często korzystają z technologii informatycznych na szeroką skalę – tworzą blogi, korzystają z sieci społecznościowych i uczestniczą w dziennikarstwie internetowym. Chociaż obywatelstwo cyfrowe zaczyna się wtedy, gdy dziecko, nastolatek lub dorosły zakłada adres e-mail, publikuje zdjęcia w sieci, korzysta z handlu elektronicznego w celu kupowania towarów online i/lub uczestniczy w dowolnej funkcji elektronicznej B2B lub B2C, proces stawania się obywatelem cyfrowym wykracza poza prostą aktywność w Internecie.
Istnienie obywatela cyfrowego jest konieczne, aby promować równe szanse ekonomiczne i zwiększać udział w życiu politycznym. W ten sposób technologia cyfrowa pomaga obniżyć bariery wejścia i uczestnictwa w życiu społecznym jako obywatele.
Obywatele cyfrowi posiadają wszechstronną wiedzę na temat obywatelstwa cyfrowego, które oznacza właściwe i odpowiedzialne zachowanie podczas korzystania z technologii. Ponieważ obywatelstwo cyfrowe ocenia jakość reakcji jednostki na przynależność do społeczności cyfrowej, często wymaga ono udziału wszystkich członków społeczności, zarówno widocznych, jak i mniej widocznych. W dużej mierze bycie odpowiedzialnym obywatelem cyfrowym obejmuje znajomość technologii cyfrowych, etykietę, bezpieczeństwo w sieci i świadomość różnicy między informacjami prywatnymi a publicznymi. Rozwój cyfrowego uczestnictwa obywateli można podzielić na dwa główne etapy:
Pierwszy etap odbywa się poprzez rozpowszechnianie informacji, które obejmuje własne podkategorie:
- statyczne rozpowszechnianie informacji, charakteryzujące się w dużej mierze tym, że obywatele korzystają ze stron internetowych przeznaczonych wyłącznie do odczytu, na których kontrolują dane z wiarygodnych źródeł, aby formułować osądy lub fakty. Wiele ze stron internetowych, na których można znaleźć wiarygodne informacje, prowadzonych jest przez rząd.
- dynamiczne rozpowszechnianie informacji, które jest bardziej interaktywne i angażuje zarówno obywateli, jak i urzędników. Zarówno pytania, jak i odpowiedzi mogą być przekazywane, a obywatele mają możliwość uczestniczenia w dialogach typu pytania i odpowiedzi za pośrednictwem dwukierunkowych platform komunikacyjnych

Drugim etapem cyfrowego uczestnictwa obywateli jest debata obywatelska, która pozwala ocenić, jaki rodzaj uczestnictwa i jaką rolę odgrywają obywatele, próbując zainicjować jakąś zmianę polityki.
- statyczni uczestnicy-obywatele mogą odegrać pewną rolę, biorąc udział w internetowych ankietach, a także poprzez składanie skarg i rekomendacji, głównie do rządu, który może wpływać na zmiany w decyzjach politycznych.
- dynamiczni uczestnicy-obywatele mogą wspólnie z innymi uczestnikami wymieniać się przemyśleniami i rekomendacjami na spotkaniach w urzędach gminy lub w różnych mediach. Jedną z głównych zalet uczestnictwa w debatach internetowych w ramach obywatelstwa cyfrowego jest to, że wiąże się ono z włączeniem społecznym. W raporcie na temat zaangażowania obywatelskiego stwierdzono, że demokrację opartą na obywatelach można zainicjować albo za pośrednictwem informacji udostępnianych w sieci, albo za pośrednictwem bezpośrednich sygnałów komunikacyjnych wysyłanych przez państwo do społeczeństwa, albo za pośrednictwem taktyk mediów społecznościowych stosowanych przez firmy prywatne i publiczne[17]. Ustalono, że oparta na społeczności natura platform mediów społecznościowych pozwala jednostkom czuć się bardziej włączonymi społecznie i poinformowanymi o kwestiach politycznych, w które angażują się również ich rówieśnicy, co jest inaczej znane jako „efekt drugiego rzędu”[18].

Oprócz braku udokumentowanego wsparcia dla technologii, których bezpieczeństwo dla obywateli można udowodnić, OECD zidentyfikowała pięć problemów utrudniających zaangażowanie obywateli w życie online:
1. Skala: W jakim stopniu społeczeństwo może pozwolić, aby głos każdej jednostki został usłyszany, ale jednocześnie nie zaginął w masowej debacie? Może to stanowić ogromne wyzwanie dla rządu, który może nie wiedzieć, jak słuchać i reagować na każdą indywidualną wypowiedź.
2. Możliwości: W jaki sposób technologia cyfrowa może zapewnić obywatelom więcej informacji na temat kształtowania polityki publicznej? Obywatele nie mają możliwości prowadzenia ze sobą debaty, co mogłoby świadczyć o aktywnym obywatelstwie.
3. Spójność: Rząd musi jeszcze opracować bardziej całościowy program tworzenia polityki i wykorzystać metody projektów, aby lepiej zbierać informacje od obywateli na każdym etapie cyklu tworzenia polityki.
4. Ocena: W XXI wieku bardziej niż kiedykolwiek wcześniej istnieje potrzeba ustalenia, czy zaangażowanie online może pomóc w osiągnięciu celów zarówno obywatela, jak i rządu.
5. Zaangażowanie: Czy rząd jest zobowiązany do analizowania i wykorzystywania opinii obywateli? W jaki sposób można regularnie weryfikować ten proces?

## Zaangażowanie młodzieży
Specjaliści i specjalistki od edukacji starają się formułować przejrzyste wskazówki dla osób współpracujących z młodzieżą pod kątem stawania się przez tę grupę obywatelami i obywatelkami cyfrowymi. M.in. wskazują, że należy zachęcać uczniów do korzystania z technologii, promując jednocześnie odpowiedzialne i etyczne obywatelstwo cyfrowe. Należy położyć nacisk na edukację dotyczącą szkodliwych wirusów i innego złośliwego oprogramowania, aby chronić zasoby. Uczeń może odnieść sukces jako obywatel cyfrowy przy pomocy nauczycieli, rodziców i doradców szkolnych. Różne programy edukacyjne zawierają również listy kompetencji, których nabycie wspiera proces stawania się cyfrowym obywatelem, są to przede wszystkim:
Integracja. Jestem otwarty na wysłuchanie i z szacunkiem uznaję różne punkty widzenia. W kontaktach z innymi w sieci podchodzę z szacunkiem i empatią.
Poinformowanie. Oceniam dokładność, perspektywę i ważność treści zamieszczanych w mediach cyfrowych i mediach społecznościowych.
Zaangażowanie. Wykorzystuję technologię i kanały cyfrowe do angażowania się w sprawy obywatelskie, rozwiązywania problemów i działania na rzecz dobra w społecznościach fizycznych i wirtualnych.
Zrównoważenie. Podejmuję świadome decyzje dotyczące priorytetów w rozplanowywaniu czasu i aktywności online i offline.
Bezpieczeństwo. Jestem świadomy swoich działań w sieci i wiem, jak zachować bezpieczeństwo oraz tworzyć bezpieczne przestrzenie dla innych w sieci.

## Zasady obywatelstwa cyfrowego
Obywatelstwo cyfrowe to termin określający właściwe i odpowiedzialne korzystanie z technologii przez użytkowników. Mike Ribble opracował trzy zasady, które mają nauczyć użytkowników technologii odpowiedzialnego korzystania z niej, aby stali się obywatelami cyfrowymi: szacunek, edukacja i ochrona. Każda zasada zawiera trzy z dziewięciu elementów obywatelstwa cyfrowego:
1. Dostęp cyfrowy: Jest to prawdopodobnie jedna z najistotniejszych przeszkód w byciu obywatelem cyfrowym. Jednak ze względu na status społeczno-ekonomiczny, lokalizację i niepełnosprawności, niektóre osoby (również w szkołach) mogą nie mieć dostępu cyfrowego[26].
2. Gospodarka elektroniczna: uświadomienie użytkownikom, że znaczna część gospodarki jest regulowana online. Zajmuje się również zrozumieniem zagrożeń i korzyści związanych z zakupami online, korzystaniem z kart kredytowych online itd. Oprócz zalet i legalnych działań istnieją również niebezpieczne działania, takie jak nielegalne pobieranie plików, hazard, handel narkotykami, pornografia, plagiat itd.
3. Komunikacja cyfrowa: zrozumienie różnorodności mediów komunikacji online, takich jak poczta elektroniczna, komunikatory internetowe, Facebook Messenger itd. Z każdym medium wiążą się pewne standardy etykiety.
4. Umiejętności cyfrowe: dotyczą rozumienia, w jaki sposób korzystać z różnych urządzeń cyfrowych. Na przykład, jak poprawnie wyszukiwać coś za pomocą wyszukiwarki, a jak w internetowej bazie danych. Często wiele instytucji edukacyjnych oferuje pomoc w kształtowaniu kompetencji cyfrowych jednostek.
5. Etykieta cyfrowa: oczekuje się, że różne media będą wymagały stosowania różnorodnych zasad etykiety. Niektóre media wymagają bardziej odpowiedniego zachowania i języka niż inne.
6. Prawo cyfrowe: Dotyczy egzekwowania prawa w przypadku nielegalnego pobierania plików, plagiatu, hakowania, tworzenia wirusów, wysyłania spamu, kradzieży tożsamości, cyberprzemocy itp.
7. Prawa i obowiązki cyfrowe: Jest to zbiór praw przysługujących obywatelom cyfrowym, takich jak prywatność i wolność słowa.
8. Higiena cyfrowa: Obywatele cyfrowi muszą być świadomi obciążenia fizycznego, jakie na ich organizm wywiera korzystanie z Internetu. Muszą pamiętać, by nie uzależnić się nadmiernie od Internetu, gdyż może to powodować problemy takie jak zmęczenie oczu, bóle głowy i stres.
9. Bezpieczeństwo cyfrowe: obywatele muszą podejmować środki bezpieczeństwa, np. stosować bezpieczne hasła, chronić się przed wirusami, tworzyć kopie zapasowe danych itd.

Podobne elementy wskazane są w polskim raporcie z Ogólnopolskiego Badania Higieny Cyfrowej, przeprowadzonego przez Instytut Cyfrowego Obywatelstwa, a także w międzynarodowym programie Be Internet Awesome, który w Polsce pod nazwą Asy Internetu prowadzi Fundacja Szkoła z Klasą.